# Eugenio Guilló

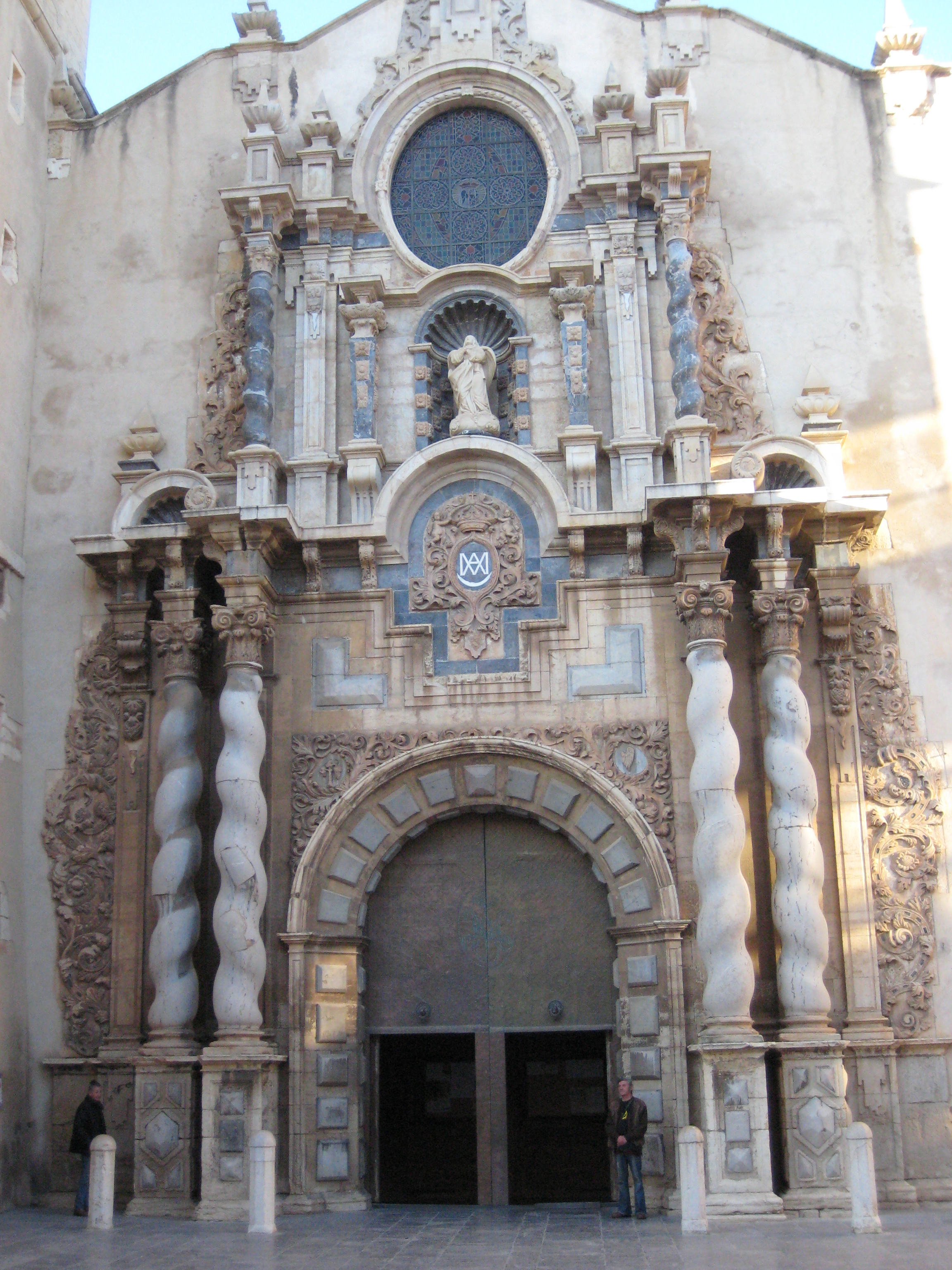
Portada de la iglesia arciprestal de Vinaroz, diseñada por Eugenio Guilló.

Eugenio Guilló (Vinaroz, 1666-Castellón de la Plana, 1732), fue un pintor del barroco valenciano, con una actividad documentada en las últimas décadas del siglo XVII y las primeras del siglo XVIII. Hermano de los pintores Vicente Guilló y Florencio Guilló, continuó el estilo de Vicente, el mayor de todos e iniciador de la saga de artistas, practicando un tipo de pintura al fresco de marcado carácter decorativo y pródiga en la representación de elementos arquitectónicos fingidos.

## Biografía
Hijo de Vicente Guilló, sastre, y de Paula Barceló, fue bautizado el 8 de septiembre de 1666 con el nombre de Joseph Pere Domingo Eugeni. En diciembre de 1673 recibió la confirmación, figurando ya Eugenio como único nombre y actuando como padrino su hermano Vicente, diecinueve años mayor, con quien iba a aprender el arte de la pintura. Desde 1687 al menos se le encuentra colaborando con su hermano en las obras que este tenía encomendadas, como la decoración mural de la ermita de San Pablo en Albocácer o los trabajos decorativos realizados en 1693 en la capilla de la comunión de la iglesia de San Juan del Mercado o de los Santos Juanes de Valencia, destruidos en reforma del templo en las décadas finales del XVIII. Al año siguiente regresó a Vinaroz donde contrató sus primeros trabajos como pintor independiente: dorado de las peanas de los santos patronos de Vinaroz y del altar de San Sebastián y lienzos con las imágenes de san Sebastián y la Virgen de la Misericordia para la iglesia arciprestal, no conservados.
De nuevo en Valencia, en 1695 comenzó junto con Vicente la decoración de la bóveda y presbiterio de San Juan del Mercado. Tras la muerte de su hermano en 1698, del que fue nombrado albacea testamentario, y decepcionado por la ruptura del contrato que tenían con la iglesia de San Juan del Mercado y el desfavorable informe de Antonio Palomino, regresó a Vinaroz. Contrajo nupcias en 1699 o 1700 con Josefa María Montull y el matrimonio fijó durante algún tiempo su residencia en Albocácer y desde 1709 en la ciudad de Castellón de la Plana en la que abordó diferentes trabajos.

## Obra

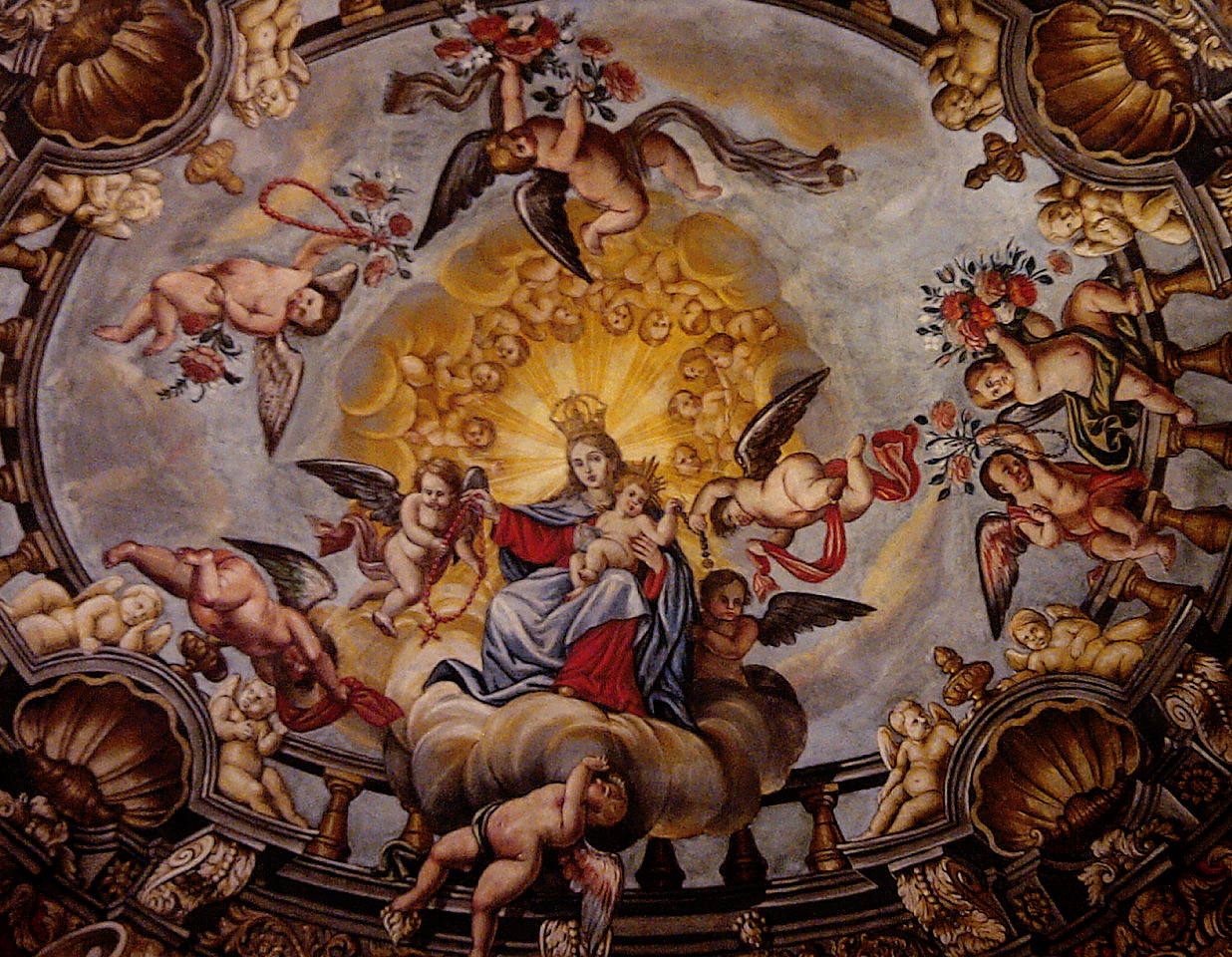
Pinturas de la capilla del Rosario de la iglesia arciprestal de Vinaroz. Obra de Eugenio Guilló

El primer encargo recibido por Eugenio en solitario del que se tiene constancia documental, como se ha indicado, fue el dorado de las peanas de las imágenes de los santos patronos en la capilla de la Comunión de la iglesia de Nuestra Señora de la Asunción de Vinaroz, junto con dos lienzos pintados para la misma capilla que representaban a San Sebastián y la Virgen de la Misericordia. En 1698 diseñó para la misma iglesia arciprestal la portada barroca. Se le documenta luego trabajando como pintor y dorador en Villafamés en la iglesia de la Sangre, la primera de sus obras pictóricas conservadas, destacando los medallones pintados en la bóveda del presbiterio, en los que demuestra su dominio de las arquitecturas fingidas.
También se le atribuye la ejecución de un lienzo representando a San Sebastián, hoy desaparecido, que se encontraba en la ermita de Nuestra Señora del Remedio de Alcanar (Tarragona). 
Entre los años 1700 y 1704, con residencia en Albocácer, donde fueron bautizados sus hijos, trabajó en la decoración mural de dos capillas, ambas conservadas: la cúpula de la capilla del Rosario en la arciprestal de Vinaroz (Iglesia de Nuestra Señora de la Asunción (Vinaroz)), con la Virgen en gloria enmarcada por ángeles en un cielo rodeado por una balaustrada fingida, y la capilla de la misma advocación en el convento de Santo Domingo, actual iglesia de San Vicente Ferrer en Castellón de la Plana, en la que se evidencia de nuevo su dominio de los escorzos y las arquitecturas fingidas con efecto de trampantojo. 
Se han perdido las pinturas de la capilla de la Trinidad en la iglesia del convento de Santa Bárbara, contratadas en 1706, en contrato en el que aparece como testigo con título de pintor residente en Castellón su sobrino Florencio. A partir de ese momento las noticias son vagas y los trabajos contratados parecen reducirse a las labores de dorado, hasta el 17 de junio de 1731 que dictó su testamento. Su hijo Pedro León, también pintor, le ayudó en algunos trabajos de dorado y recibió los útiles de pintura a su muerte.